# Legends (Album)
Legends ist ein Studioalbum, das die beiden Blueslegenden, der Pianist Pinetop Perkins und der Gitarrist Hubert Sumlin, 1998 für Telarc aufgenommen haben.

## Allgemeines
Die beiden Musiker waren schon lange miteinander bekannt, da sie bereits in den 1950er Jahren Bandmitglieder von Muddy Waters und Howlin’ Wolf waren, die beide bei Chess unter Vertrag standen. Aber erst in den 1980er-Jahren traten sie gemeinsam auf und auf den Tourneen entstand eine Freundschaft. Trotzdem ist dieses Werk die erste gemeinsame Studioarbeit. Mundharmonika spielte bei den Aufnahmen Annie Raines, die selbst schon eine beachtliche Karriere als Bluesmusikerin hinter sich hat.
Das Album enthält neben Bluesklassikern ("Rock Me Baby", "Shame, Shame, Shame") eine Reihe von neuen Songs wie zum Beispiel "Sunnyland Slim", eine Hommage an den Bluespianisten Sunnyland Slim.
Das Album wurde für den Grammy 2000 als bestes traditionelles Blues Album nominiert.

## Songs
1. Got My Mojo Working, Foster, Waters 4:45
2. Nutcracker, Sumlin 4:07
3. Rock Me Baby, Josea, King 3:30
4. (I'm Your) Hoochie Coochie Man, Dixon 7:27
5. The Sky Is Crying, James, Lewis, Robinson 6:06
6. Pinto Beans and Blackeyed Peas, Sumlin 5:20
7. Take It Easy Baby, Perkins 4:19
8. Shame, Shame, Shame, 5:00
9. Come Back Baby, Davis, Hopkins 4:07
10. Sunnyland Slim, Perkins 7:02
11. She Walks Right In, Brown 3:37[2]

## Kritikerstimmen
CMJ (Dec 21, 1998 S. 27) - „... When two living blues legends like Pinetop Perkins and Hubert Sumlin get together, blues fans are in for a real treat ...“ („Wenn zwei lebende Legenden wie Pinetop Perkins und Hubert Sumlin zusammenarbeitet, erwartet die Bluesfans ein richtiger Gaumenschmaus ...“)